# Premis Ondas 1969
Els Premis Ondas 1969 van ser la setzena edició dels Premis Ondas, atorgats el 1969. En aquesta edició es diferencien cinc categories: Premis Nacionals de ràdio, nacionals de televisió, locals, internacionals de ràdio i televisió, i especials.

## Nacionals de ràdio
- Millor locutora: Maria Matilde Almendros i Carcasona de RNE
- Millor locutor: Miguel de los Santos de la cadena SER
- Millor autor: Rafael Bravo Morata de RNE
- Millor director: Guillermo Sautier Casaseca de la cadena SER
- Millor programa cultural: Ciclos de teatro de RNE
- Millor programa musical: El gran musical de la cadena SER
- Millor programa recreatiu: La historia más bella del año de REM

## Nacionals de televisió
- Millor actriu: Luisa Sala de TVE
- Millor actor: Tomás Blanco de TVE
- Millor autor: Narciso Ibáñez Serrador de TVE
- Millor director: Pedro Amalio López de TVE
- Millor programa cultural: Fauna de TVE
- Millor programa cultural: Teatro de siempre, TVE-2

## Locals
- Millor Locutora: Elisa Bueno de Ituarte de Radio San Sebastián
- Millor locutor: Juan Antonio Fernández Abajo de RNE Barcelona
- Millor autor: Esteve Bassols Montserrat de RNE Barcelona
- Millor programa cultural: Alcohólicos anónimos de Radio Popular-San Sebastián
- Millor programa musical: La sinfonía de los sonidos de Radio Las Palmas
- Millor programa recreatiu: Rutas turísticas de Cádiz de Radio Cádiz

## Internacionals de ràdio i televisió
- Millor programa cultural: Te ao hou de RTV Wellington (Nova Zelanda)
- Millor programa informatiu: Booms on Umahia (Holanda)
- Millor actor: Mike Connors de Mannix Paramount-Hvd (EUA)
- Millor actriu: Anna Miserocchi de RAI (Itàlia)
- Millor discjockey: Robin Day de BBC-Londres (Gran Bretanya)
- Millor reporter: Jean Michel Desjeunes de Radio Montecarlo (Mònaco)
- Millor labor cultural: Eros Bellinelli de Radio-TV Suïssa (Suïssa)
- Millor director de programis: John Dauriac de Radio-TV Belga (Bèlgica)
- Millor fotografia en color: Primavera a Kabestan de Radio-TV Russa (URSS)
- Millor fotografia en negre: Etern dolor, eterna esperança de TV Hiroshima (Japó)
- Millors valors musicals: Li agrada a vostè Bartok? de Ràdio-TV Hongaresa (Hongria)

## Hispanoamericans
- Millor locutora Sud-ràdio: Maria dels Àngels Roig d'Andorra
- Millor locutor: Nelson Bocaranda de Ràdio-TV Caracas (Veneçuela)
- Millor autor: Francisco Pazos d'ICR Havana (Cuba)
- Millor actor: Juan Carlos Mareco "Pinocho" (Argentina)
- Millor actriu: Silvia Piñeiro de TV Xilena (Xile)
- Millor programa musical: A música linguage universal de RCP Lisboa (Portugal)
- Millor programa cultural: Cierta vez, en un tiempo de Radio Carve. (Uruguai)
- Millor programa recreatiu: Conferencia en la luna d'Asociación Ecuatoriana de Radio (Equador)

## Especials
- Federico Gallo pel programa "Hilo directo" de TVE
- Radio Segovia, por la seva tasca en la catàstrofe de Los Ángeles de San Rafael
- Radio Barcelona, per la seva "Operación retorno"
- Clemente Serna Martínez, President de Radio Programas de Mèxic (Mèxic)
- Cadena Caracol de Bogotà Per la seva tasca informativa (Colòmbia)
- Telesistema Mexicano per la seva tasca de conjunt als Jocs Olímpics d'Estiu de 1968